# Южноамериканская интеграция

Схема южноамериканской интеграции с точки зрения членства

Среди прочих механизмов южноамериканская интеграция осуществляется посредством инструментов, перечисленных ниже.
Проекты физической интеграции, начатые в рамках Инициативы по интеграции региональной инфраструктуры в Южной Америке (IIRSA), были поглощены Южноамериканским советом по инфраструктуре и планированию (COSIPLAN) UNASUR, когда было решено заменить Исполнительный руководящий комитет (CDE). IIRSA Координационным комитетом COSIPLAN.

## Межправительственные организации
В Южной Америке существует пять правительственных международных организаций многостороннего характера, описание которых приведено в таблице ниже. Уровень участия среди стран различается в зависимости от их внешнеполитической стратегии и интерпретации регионализма и региональной интеграции . Ни одна страна не участвует во всех них ни по собственному решению, как упоминалось ранее, ни в силу критериев допуска организации. Боливия и Бразилия являются членами четырех организаций; Аргентина, Колумбия, Эквадор, Парагвай, Перу, Уругвай и Венесуэла, из трех; Гайана и Суринам — по два; и Чили, только один. [  ]
| | Официальное название: Союз южноамериканских наций.                                          |
| Члены: Аргентина, Боливия, Бразилия, Чили, Колумбия, Эквадор, Гайана, Парагвай, Перу, Суринам, Уругвай, Венесуэла. |                                                                                             |
| Центр: Кито, Кочабамба |                                                                                             |
| Основан: 4 июля 2008 г. |                                                                                             |
| Тип: Многоотраслевая интеграция |                                                                                             |
| Приложения: Достижение интеграции, аналогичной той, которая была достигнута в Европе. - Политика: Генеральный секретариат Унасура и Южноамериканский парламент. - Экономические: единая валюта Южной Америки и Банк Юга. - Военные: Совет обороны Южной Америки. |                                                                                             |
| | Официальное название: Общий рынок Юга.                                                      |
| Члены: Аргентина, Бразилия, Парагвай, Уругвай, Венесуэла (приостановлено) |                                                                                             |
| Центр: Монтевидео |                                                                                             |
| Основание: 26 марта 1991 г. |                                                                                             |
| Тип: Коммерческий блок |                                                                                             |
| Приложения: Парламент МЕРКОСУР |                                                                                             |
| | Официальное название: Андское сообщество .                                                  |
| Члены: Боливия, Эквадор, Колумбия, Перу |                                                                                             |
| Центр: Лима |                                                                                             |
| Основание: 26 мая 1969 г. |                                                                                             |
| Тип: Коммерческий блок |                                                                                             |
| Вложения: Андский парламент |                                                                                             |
| | Официальное название: Организация Договора о сотрудничестве в бассейне Амазонки.            |
| Члены: Боливия, Бразилия, Колумбия, Эквадор, Гайана, Перу, Суринам, Венесуэла. |                                                                                             |
| Центр: Бразилиа |                                                                                             |
| Основание: 14 декабря 1998 г. |                                                                                             |
| Тип: Социально-экологический блок |                                                                                             |
| | Официальное название: Межправительственный координационный комитет стран бассейна Ла-Плата. |
| Члены: Аргентина, Боливия, Бразилия, Парагвай, Уругвай. |                                                                                             |
| Центр: Буэнос-Айрес |                                                                                             |
| Основание: 23 апреля 1969 г. |                                                                                             |
| Тип: Социально-экологический блок |                                                                                             |

## Валютная интеграция
На протяжении 2000-х годов несколько южноамериканских президентов защищали предложение о выпуске в будущем Южноамериканской региональной денежной единицы Банком Юга для тогдашних членов Союза южноамериканских наций (УНАСУР).
Было предложено несколько названий, таких как кондор, песо американо, латиноамериканец, пача, сукре, коломбо, песо-реал  крузе-ду-сул и другие.
Банк Юга будет отвечать за установление денежно-кредитной политики и финансирование проектов развития. Одной из целей валютного союза является создание единой южноамериканской валюты. Поддержка создания этой валюты была высказана в январе 2007 года президентом Перу Аланом Гарсией  и лидерами других южноамериканских стран, включая президента Боливии Эво Моралеса в апреле того же года, который предложил Унасуру создать единую валюту под названием «пача» («земля» на языке кечуа ), что дает понять, что каждая страна вносит свое предложение по названию валюты и что она циркулирует среди стран-членов блока.